# Fernanda Polín
Fernanda Polin é uma atriz & modelo mexicana.

## Filmografia
- 2009 - Los Exitosos Pérez - Maíra Magallanes Jarabo
- 2007 á 2008 - Vecinos - Magdalena
- 2004 á 2006 - Rebelde - Raquel Sender Byron
- 2003 - Mujer, casos de la vida real